# Pierre de Loisy (le jeune)
Pierre de Loisy dit « le jeune » (20 septembre 1619, Besançon - 1670) est un orfèvre, médailleur et graveur actif à Besançon au XVIIe siècle.

## Biographie
Il est le fils du graveur et maître orfèvre Pierre de Loisy dit « l'ancien » (1557-1640). Il est connu comme graveur de monnaie et d'estampes en taille-douce. Il aurait séjourné en Italie vers 1653-1654. Il est maître de la monnaie municipale de Besançon de 1655 à 1667.